# Ван Вен, Йозеф
Йозеф Мауриц ван Вен (нидерл. Joseph Maurits van Veen; 4 ноября 1873, Роттердам, Нидерланды — 27 августа 1943, концентрационный лагерь Освенцим, Генерал-губернаторство) — нидерландский скрипач.

## Биография
Родился в семье Маркуса Беньямина ван Вена (1843—1921), предпринимателя, занимавшегося производством меховых изделий и головных уборов.
Учился в Роттердаме у Абрахама Шницлера, затем в Берлине у Йозефа Иоахима. В Берлине же начал выступать в дуэте с пианистом Кунрадом Босом, вскоре превратившемся в фортепианное трио с участием также виолончелиста Жака ван Лира. Этот коллектив в 1899—1910 гг. под названием «Голландское трио» широко гастролировал по Европе, ему посвящено фортепианное трио № 2 Кристиана Синдинга; все три музыканта недолгое время преподавали в Консерватории Клиндворта — Шарвенки. Спорадически выступал и как солист (в частности, согласно отчёту Хуго фон Лайхтентритта, в 1908 году дал в Берлине концерт из произведений для скрипки соло).
В дальнейшем занимался предпринимательской деятельностью. Погиб в концентрационном лагере Аушвиц.

## Память
Нидерландский композитор Йохан Кристофер Раш и норвежец Кристиан Синдинг посвятили Ван Вену три произведения. Раш написал соло Ciacona für Violine / Ciacona für Violine mit Pianobegleitung и Adagio sul g., а Синдинг — Фортепианное трио № 2.